# Sociedad Estadounidense de Ingenieros Civiles
 La Sociedad Estadounidense de Ingenieros Civiles (en inglés American Society of Civil Engineers, conocido por sus siglas ASCE) es un colegio profesional fundado en 1852 que representa a ingenieros civiles de todo el mundo. Es la más antigua de las sociedades de ingeniería en los Estados Unidos. La visión de ASCE es tener ingenieros posicionados entre los líderes mundiales que luchen por conseguir una mejor calidad de vida. Su sede está en Reston, Virginia.

## Historia
ASCE se fundó en la ciudad de Nueva York el 5 de noviembre de 1852 cuando doce ingenieros se reunieron en las oficinas del Acueducto Croton y crearon la American Society of Civil Engineers and Architects (en español Sociedad Americana de Ingenieros Civiles y Arquitectos). ASCE fue la primera sociedad nacional de ingeniería fundada en los Estados Unidos. En 1869 se retiró del nombre la parte «and Architects» («y Arquitectos») después de que éstos creasen su propia sociedad, el American Institute of Architects en 1857.
En su labor de comprender la historia de la ingeniería civil y de promover la profesión de ingeniero civil continuamente se lleva a cabo entre sus miembros un sondeo sobre los logros históricos de la ingeniería civil. Estas reseñas han dado lugar a varias listas de las categorías y proyectos significativos de la profesión.

### Monumentos del Milenio
En 1999 se realizó un sondeo entre sus miembros para identificar los 10 logros de la ingeniería civil que han tenido un mayor impacto positivo en la vida en el siglo XX. Se eligió seleccionar amplias categorías de logros en lugar de proyectos individuales:
- Diseño y desarrollo de aeropuertos, como por ejemplo el Aeropuerto Internacional de Kansai
- Presas, como por ejemplo la Presa Hoover
- El Sistema Interestatal de Autopistas
- Los puentes de gran luz, como por ejemplo el Puente Golden Gate
- El transporte ferroviario, como por ejemplo el Eurotúnel
- Vertederos y gestión de residuos
- Rascacielos, como por ejemplo el Empire State Building
- El tratamiento de aguas residuales, como por ejemplo el sistema de tratamiento de aguas residuales de Chicago
- El abastecimiento y distribución de agua, como por ejemplo el Proyecto de Aguas del Estado de California (California State Water Project)
- El transporte marítimo, como por ejemplo el Canal de Panamá

## Publicaciones
ASCE es el mayor editor de información relacionada con la ingeniería civil del mundo, con más de 55 000 páginas de contenido técnico cada año. La División de Publicaciones de ASCE edita 31 revistas profesionales (disponibles tanto en ediciones impresas como en línea), actas de congresos, normas, manuales de prácticas, informes y monografías. Una base de datos de ingeniería civil con 200 000 entradas está disponible en su página web, así como muchos otros recursos para la práctica de la ingeniería civil. ASCE también edita Civil Engineering, la revista oficial de la Sociedad, ASCE News; y Geo-Strata.

## Designaciones ASCE
ASCE designa Monumentos Históricos de Ingeniería Civil (Historic Civil Engineering Landmarks) nacionales e internacionales.

### Maravillas del Mundo
Del mismo modo, en un esfuerzo por reconocer a un equivalente contemporáneo de las Siete Maravillas del Mundo, ASCE ha designado a las siguientes siete maravillas del mundo moderno:
| Maravilla                                                                 | Situación                                        | Imagen |
| ------------------------------------------------------------------------- | ------------------------------------------------ | ------ |
| Edificio Empire State                                                     | Ciudad de Nueva York, Nueva York, Estados Unidos |        |
| Presa de Itaipú                                                           | Brasil y Paraguay                                |        |
| Torre CN                                                                  | Toronto, Ontario, Canadá                         |        |
| Canal de Panamá                                                           | Panamá                                           |        |
| Eurotúnel                                                                 | Calais, Francia - Folkestone, Reino Unido        |        |
| Deltawerken / Zuiderzeewerken (las obras de protección del Mar del Norte) | Países Bajos                                     |        |
| Puente Golden Gate                                                        | San Francisco, California, Estados Unidos        |        |

## Premios
ASCE patrocina numerosos premios para trabajos sobresalientes en varias áreas de la ingeniería civil.

### Premios a proyectos y líderes sobresalientes
ASCE organiza anualmente una gala en la que otorga los premios a proyectos y líderes sobresalientes (Outstanding Projects and Leaders, OPAL). Se conceden cuatro categorías de premios: el premio al logro sobresaliente en ingeniería civil, el premio a la trayectoria profesional sobresaliente, el premio Henry L. Michel para el fomento e investigación en Industria y el premio Charles Pankow para la innovación.

## Competiciones
ASCE también patrocina competiciones para estudiantes. Cada conferencia regional organiza distintos eventos. Las dos mayores competiciones nacionales son:
- Canoa de hormigón
- Puente de acero (co-patrocinado junto con el Instituto Americano de Construcción de Acero)